# Camerano Casasco
Camerano Casasco är en ort och kommun i provinsen Asti i regionen Piemonte i Italien. Kommunen hade 442 invånare (2018).